# Новий Посьолок (Бєлгородська область)
Новий Посьолок (рос. Новый Посёлок) — село в Івнянському районі Бєлгородської області Російської Федерації.
Населення становить 135  осіб. Входить до складу муніципального утворення Новенське сільське поселення.

## Історія
Населений пункт розташований у східній частині української суцільної етнічної території — східній Слобожанщині.
Згідно із законом від 20 грудня 2004 року № 159 від 20 грудня 2004 року органом місцевого самоврядування було Новенське сільське поселення.

## Населення
| 2002 | 2010 |
| ---- | ---- |
| 146  | ↘135 |